# Municipio de Harris (condado de Franklin)
El municipio de Harris  (en inglés: Harris  Township) es un municipio ubicado en el  condado de Franklin en el estado estadounidense de Carolina del Norte. En el año 2010 tenía una población de 8.327 habitantes.

## Geografía
El municipio de Harris  se encuentra ubicado en las coordenadas 35°59′20.89″N 78°20′21.15″O / 35.9891361, -78.3392083.